# Poboří
Poboří je vesnice v okrese Kolín, je součástí obce Plaňany. Nachází se asi tři kilometry jižně od Plaňan. Vesnicí protéká potok Blinka. Poboří je také název katastrálního území o rozloze 4,11 km².

## Historie
První písemná zmínka o vesnici pochází z roku 1142.

## Obecní správa
V letech 1850–1899 k obci patřil Hradenín.

## Pamětihodnosti
- Kaplička svatého Gottharda